# ComicFesta
ComicFesta是一個由株式會社WWWave所營運的電子漫畫平台網站。

## Anime Zone
2017年3月，ComicFesta在其網站內增設了Anime Zone動畫平台，以提供動畫串流播放服務。
除了既有的動畫作品以外，此平台亦有提供由該平台母公司旗下服務上刊載的作品所改編而成的動畫，並稱之為「ComicFesta動畫」。由於該等原作漫畫包含TL漫畫、BL漫畫和成人漫畫作品，此平台會製作並獨家播放該等作品的成人向「完全版」動畫。
此平台製作的動畫在Anime Zone以外也會在透過各電視台及網絡平台播放通常版或者R-15版。對於此等作品，也有人按其放送的第一套作品來命名並稱之為「僧侶番」。
另外，此平台也有提供其他作品的動態漫畫版和同公司旗下其他漫畫改編的電視劇集。

### 原創改編動畫作品一覽
- 與僧侶交合的色慾之夜
- 裙子的下面有怪獸
- 老師的相親對象竟然是學校的壞學生
- 25歲的女高中生～讓老師來教教妳什麼叫做兒童不宜觀賞
- 「再繼續下去…不行」典獄長固執的身體檢查
- 天降女子!女孩子從2樓…掉了下來!?
- 末班车后，在胶囊旅馆，向上司传递微热的夜晚。
- 就算是爸爸，也想那個嘛
- 私密處洗淨屋的工作～和單戀的他在女湯裡～
- 指尖傳出的真摯熱情-輕浮男消防員用筆直的目光抱住了我
- 上司的那裡是XL號！？巨根…進入中…！
- 歐巴來洗澡
- 用我的手指來蹂躪妳！〜在打烊後僅剩兩人的沙龍
- 巨人族的新娘
- 大神同學想被吃掉～今晚和沒骨氣的老師一起轉大人！
- 成年人不懂如何戀愛！
- 地味變！！改變土妹子的純潔異性交往
- 變身成黑辣妹之後就和死黨上床了
- 指尖傳出的真摯热情2-戀人是消防員
- 獻身給魔王伊伏洛基亞吧
- 表演開始！～就算是唱歌的姐姐也想做～
- 王子的本命是惡役千金
- 3秒後，野獸。～坐在聯誼會角落的他是個肉食系

### 非ComicFesta作品一覽
- 寶石之國

## 外部連結
- コミックフェスタ（页面存档备份，存于）
- コミックフェスタ | アニメZone（页面存档备份，存于）
- コミックフェスタ的Instagram帳戶
- コミックフェスタ アニメZone的X（前Twitter）
- ComicFestaアニメ【公式】的X（前Twitter）